# باشگاه فوتبال زنان لیورپول
باشگاه فوتبال زنان لیورپول یک باشگاه فوتبال زنان انگلیسی است. لیورپول که یکی از اعضای بنیانگذار لیگ برتر سوپرلیگ زنان لیگ برتر انگلیس است، پس از سقوط در سال ۲۰۲۰ در مسابقات دسته دوم قهرمانی زنان انگلیس بازی می‌کند.
لیورپول اولین باشگاه فوتبال زنان انگلیس شد که قبل از فصل 2013 FA WSL به تمام بازیکنان قرارداد حرفه ای تمام وقت ارائه می‌دهد. این تصمیم پیشگام حرفه ای سازی فوتبال زنان در انگلیس بود و منجر به اولین قهرمانی لیورپول در مسابقات WSL در سال ۲۰۱۳ شد. آنها سپس این عنوان را در سال ۲۰۱۴ حفظ کردند.

## تاریخچه
این باشگاه در سال ۱۹۸۹ با عنوان Newton LFC تأسیس شد. دو سال بعد نام خود را به Knowsley United WFC تغییر داد. تبدیل شدن به اعضای بنیانگذار بخش برتر ملی که توسط WFA سازمان یافته‌است. ناواسلی یونایتد در سال ۱۹۹۳ به فینال جام لیگ برتر صعود کرد، اما در ورزشگاه ومبلی توسط تیم فوتبال زنان آرسنال شکست خورد. در سال ۱۹۹۴ این باشگاه به فینال جام حذفی زنان انگلیس رسید و در Glanford Park 1-0 به Doncaster Belles باخت.
در تابستان ۱۹۹۴ این باشگاه با باشگاه فوتبال لیورپول ارتباط برقرار کرد و نام Liverpool Ladies FC را به خود گرفت
این باشگاه همچنین در دو فصل بعدی نایب قهرمان جام زنان انگلیس بود. آنها در فینال ۳–۲ ۱۹۹۵ در آرسنال در Prenton Park شکست خوردند. در سال ۱۹۹۶ لیورپول و راشل براون دروازه‌بان ۱۵ ساله آنها مقابل کرویدون در The Den به تساوی ۱–۱ رسیدند اما در نهایت در وقت اضافه در ضربات پنالتی شکست خوردند.
در بیشتر دهه ۱۹۹۰ لیورپول در لیگ برتر بود، اما عدم حمایت و سرمایه‌گذاری باعث سقوط آنها به بخش شمال در سال ۲۰۰۱ شد. در سال ۲۰۰۴ آنها قهرمان لیگ شمالی شدند و صعود کردند، اما مدت طولانی باقی نماند تا آنها دوباره در لیگ پایین‌تر سقوط کنند. در پایان فصل این تیم تنها دو برد داشت.
همان‌طور که در بازی مردان، بزرگترین رقابت آنها با اورتون است. پس از پیروزی لیورپول در صعود مجدد به لیگ برتر به عنوان قهرمان ۲۰۰۶–۰۷ لیگ دسته شمال، حضور ان در لیگ برتر دوباره از نو آغاز شد.
آنها پس از ماندن در اولین فصل حضور در لیگ برتر زنان، با رسیدن به مقام سوم، در پایان فصل دیوید بردلی را اخراج کردند. این باشگاه برای فصل ۱۰–۲۰۱۰ به لیگ شمالی سقوط کرد، اما در طول فصل فقط یک بازی را باخت. لیورپول همچنین پس از بازی در کل فصل و بدون داشتن یک بازیکن اخراجی، جایزه FA Fair Play را از آن خود کرد.
لیورپول یکی از هشت تیم بنیانگذار FA WSL در آوریل ۲۰۱۱ بود.

## بازیکنان

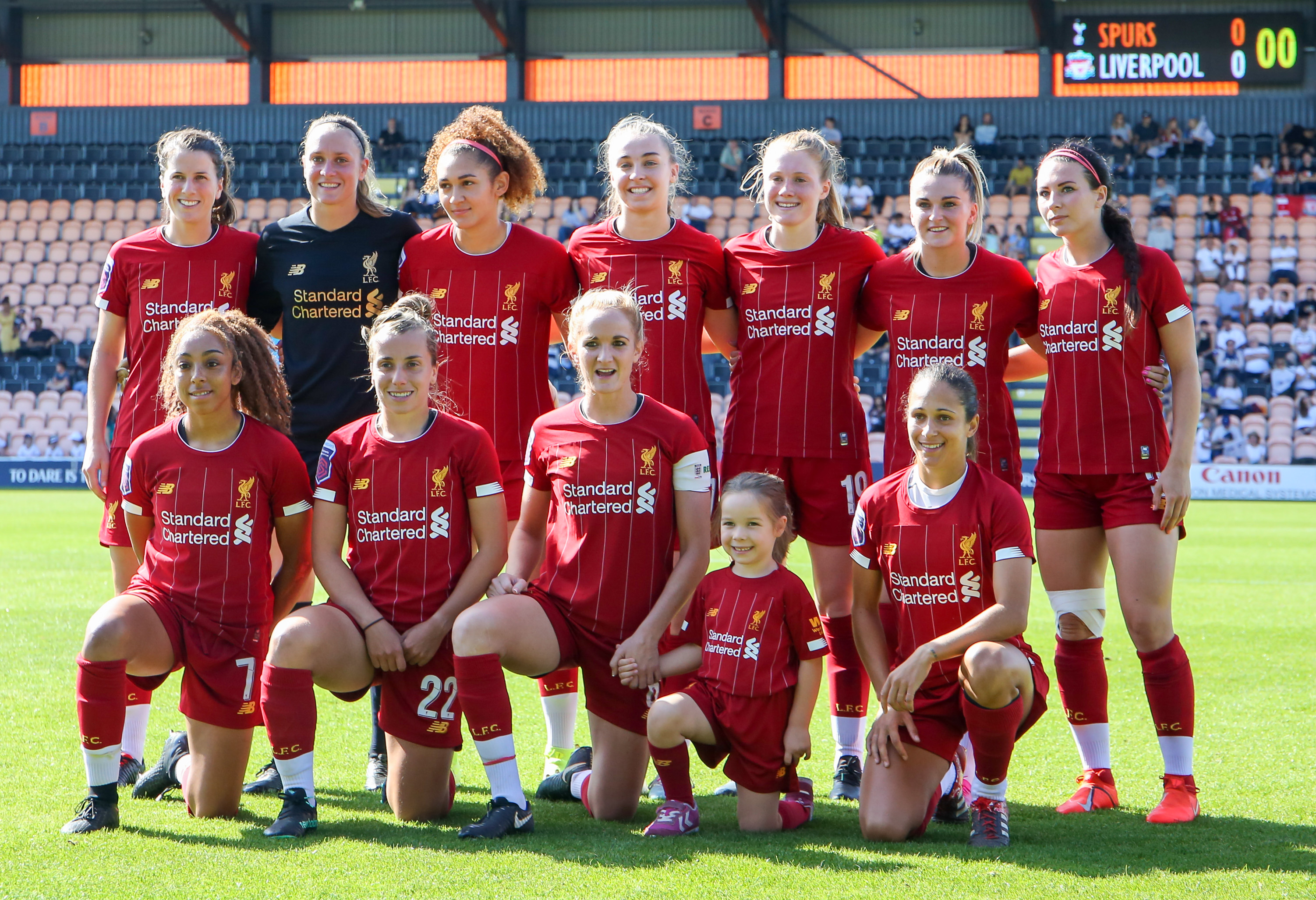
تیم لیورپول در سپتامبر ۲۰۱۹ قبل از بازی مقابل تاتنهام هاتسپور FC Women

## افتخارات
- سوپرلیگ زنان FA :
  - برندگان (۲): ۲۰۱۳، ۲۰۱۴

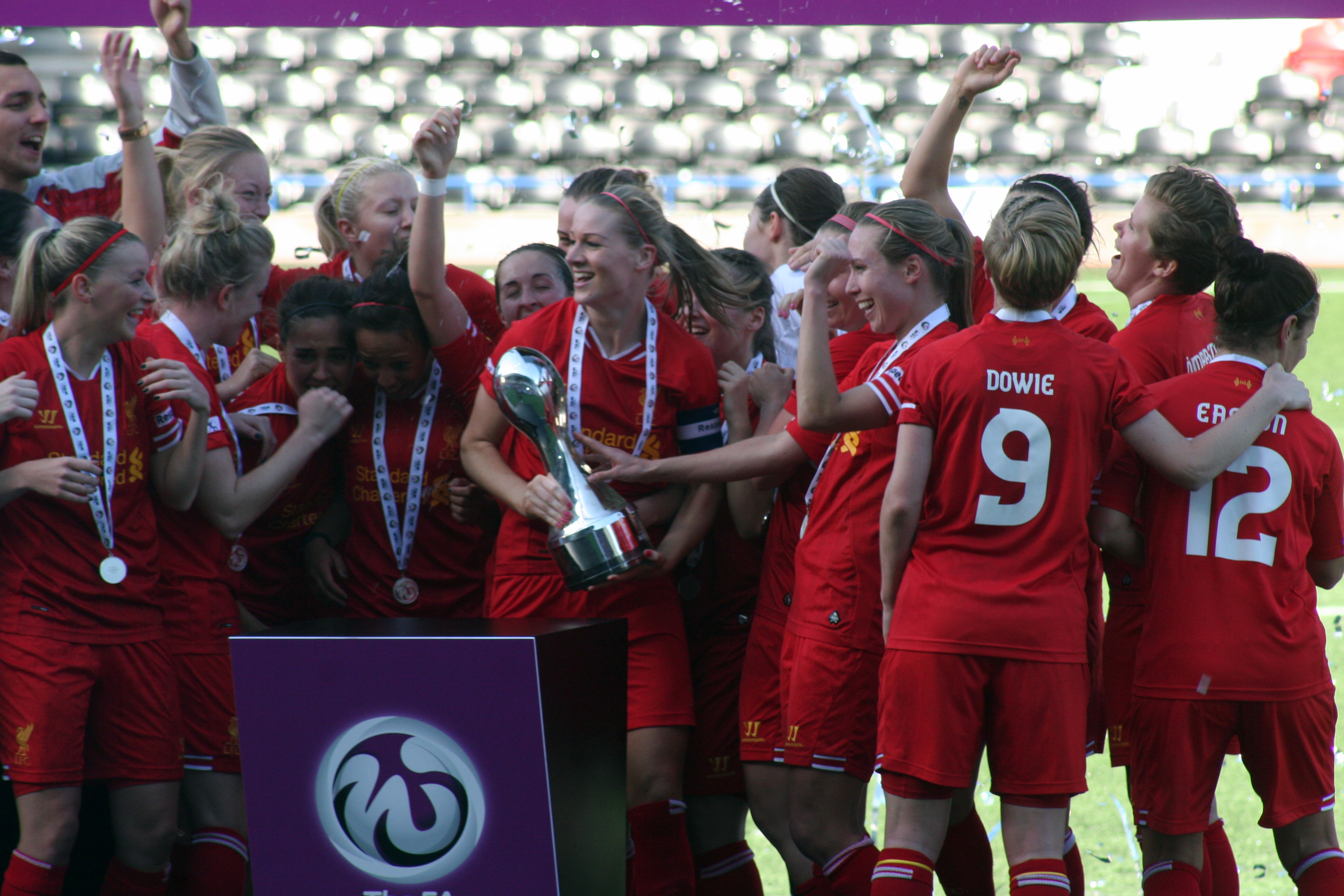
جشن قهرمانی FA WSL 2013

- لیگ برتر لیگ برتر انگلیس بانوان شمالی :
  - برندگان (۳): ۲۰۰۳–۰۴، ۲۰۰۶–۰۷، ۲۰۰۹–۱۰
- جام حذفی زنان انگلیس :
  - نایب قهرمان (۳): ۱۹۹۴، ۱۹۹۵، ۱۹۹۶
- جام لیگ برتر انگلیس زنان :
  - نایب قهرمان (۱): ۱۹۹۳
- Keele Classic:
  - برندگان (۱): ۲۰۱۰
- مسابقات پرستون
  - برندگان (۱): ۲۰۱۰
- باشگاه FA سال :
  - برنده (۱): ۲۰۱۴